# Labyrinth (Sächsische Schweiz)

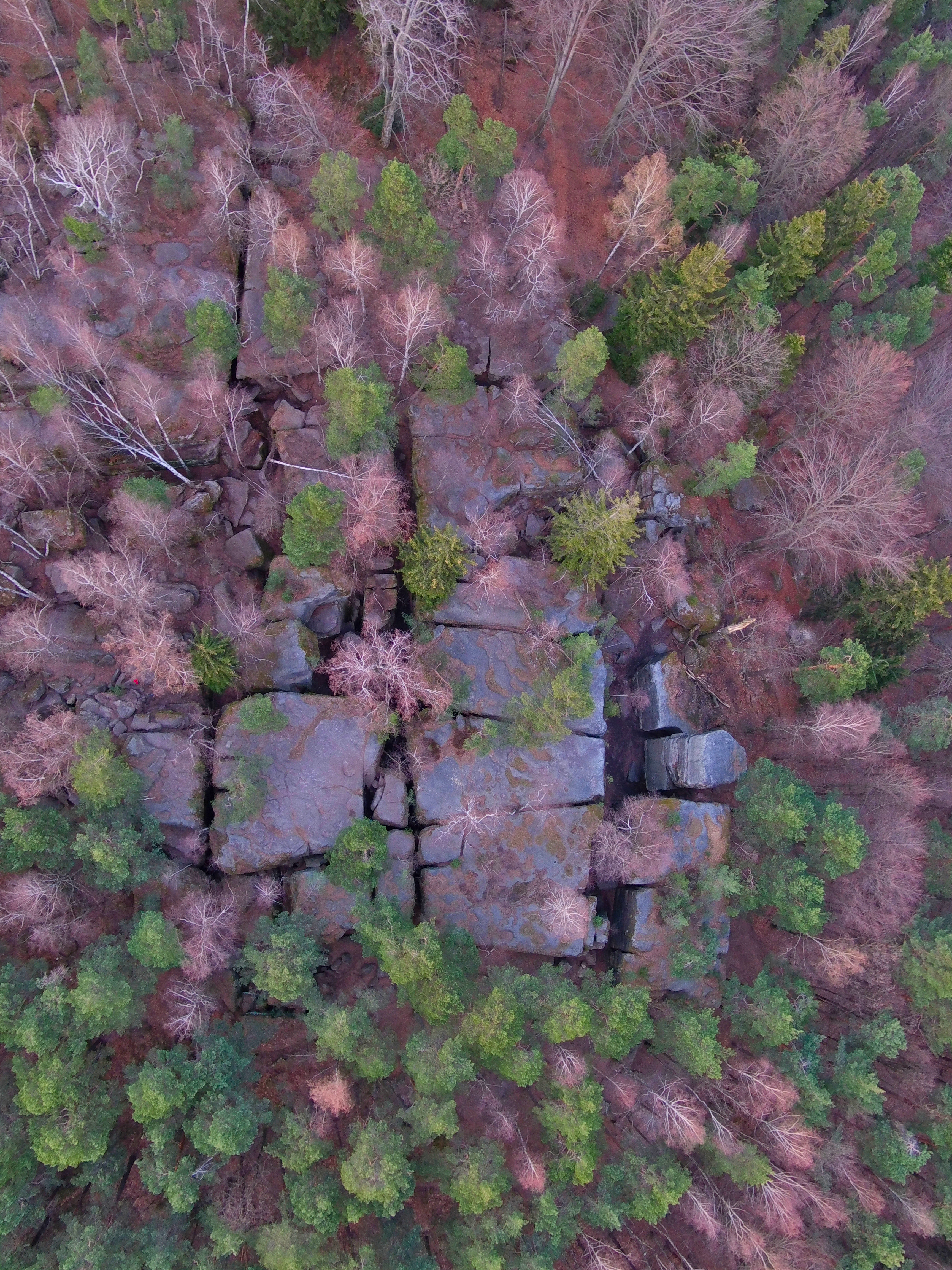
Vogelperspektive (Luftaufnahme) des Labyrinths

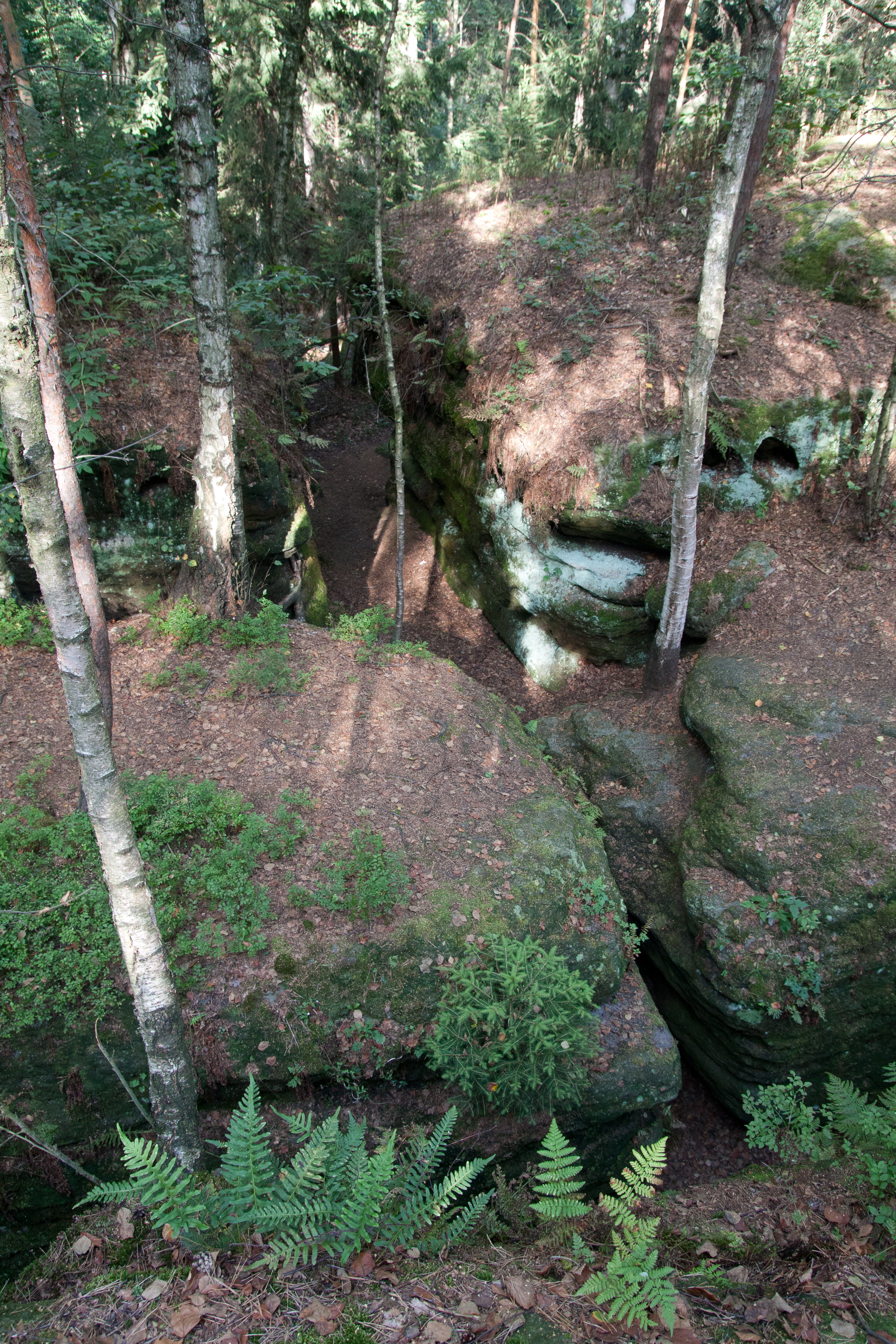
Das Labyrinth in der Sächsischen Schweiz, von einem erhöhten Standpunkt aufgenommen.

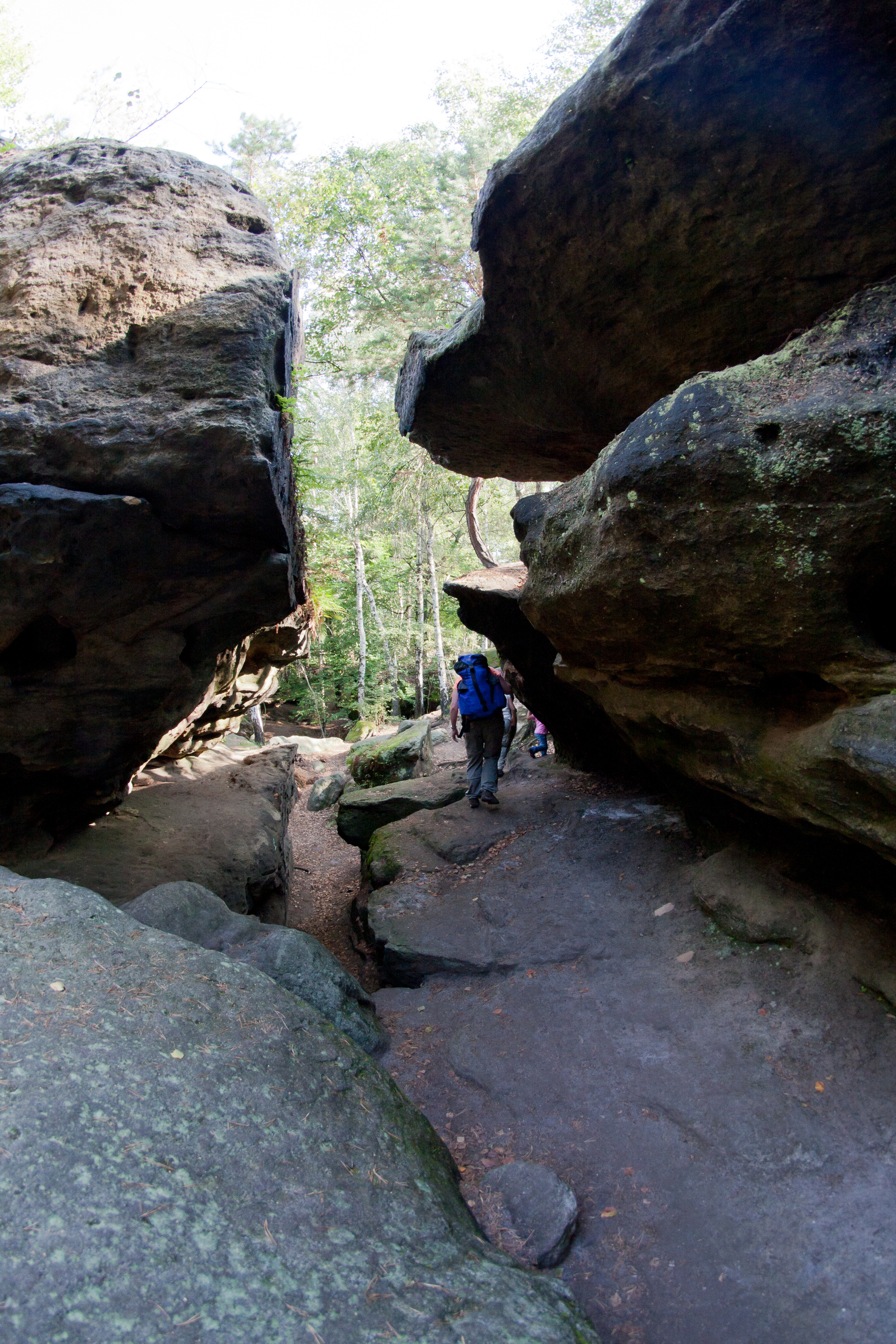
Einer der Wege im Labyrinth in der Sächsischen Schweiz.

Das Labyrinth ist eine Felsgruppe aus Elbsandstein in der Sächsischen Schweiz östlich von Langenhennersdorf auf der Gemarkungsgrenze zu Leupoldishain am Südende der Nikolsdorfer Wände. Es steht als Flächenhaftes Naturdenkmal (FND) seit 1979 unter Naturschutz.

## Beschreibung
Seinen Namen erhielt das Labyrinth wahrscheinlich in der Zeit der Romantik. Die Felsen des Labyrinths sind meist nur fünf bis fünfzehn Meter hoch, sie bilden durch ihre starke Erosion, Zerklüftung und die dadurch entstandenen Spalten ein schwer durchschaubares Felsareal. Durch chemische und physikalische Verwitterungsprozesse sind die Felsen vielfach mit Spalten, Sanduhren und Höhlungen versehen. Auffällig sind vor allem in der Mitte wie Sanduhren verengte Wände zwischen den Höhlungen, die teilweise auch Reihen bilden, Ursache sind Sandnester, deren Kalkgehalt ausgelaugt wurde und die damit ihre Bindewirkung verloren haben. Auf den Gipfelflächen der Felsen sind auf ähnliche Weise vielfach schüsselartige Vertiefungen entstanden.
Den aus einer größeren Sandsteintafel zwischen Langenhennersdorf und Leupoldishain gemeinsam mit der westlich benachbarten Breiten Heide durch die Erosion herausgebildeten Nikolsdorfer Wänden ist das Labyrinth, ähnlich wie der benachbarte Bernhardstein als Zeugenberg südlich vorgelagert. Das um das Labyrinth herum abfallende Gelände ist von zahlreichen größeren und kleineren Sandsteinblöcken durchsetzt, Zeichen der intensiven Erosionsprozesse. Durch diese Blockhalde ist eine forstwirtschaftliche Nutzung des Areals nur erschwert möglich. Daher hat sich im Labyrinth eine weitgehend natürliche Waldflora gehalten, bestehend unter anderem aus bis zu 200 Jahre alten Rotbuchen, Kiefern und Fichten. Die Felsen selbst sind Lebensraum für Flechten, unter anderem die auffällig leuchtende gelbe Schwefelflechte.
Für Besucher wurde ein nummerierter Pfad durch die Felsspalten angelegt, es kann aber auch abseits des angelegten Wegs erkundet werden. Das gesamte Areal des Labyrinths ist etwa 3,5 Hektar groß. Am Eingang zum Labyrinth steht der als Kletterfelsen zugelassene Labyrinthwächter. Leichteste Route ist der auf der Sächsischen Schwierigkeitsskala mit III eingestufte Alte Weg, insgesamt führen acht Kletterrouten auf den Labyrinthwächter.